# رویداد انقراض کواترنری

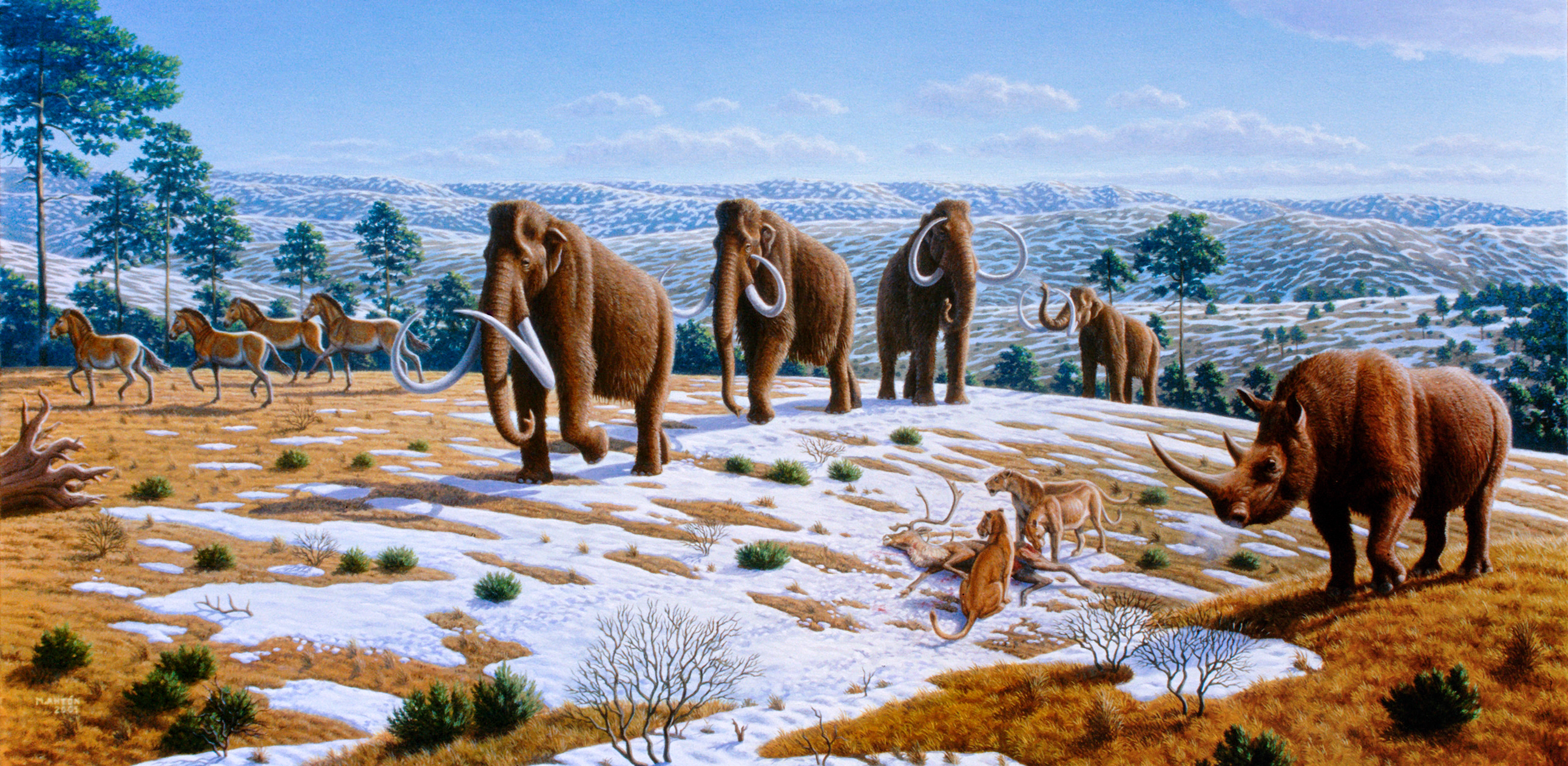
چشم‌انداز پلیستوسن پسین در شمال اسپانیا (اوراسیا).

رویداد انقراض کواترنری (انگلیسی: Quaternary extinction event) یکی از رویدادهای انقراض جانداران است که در دوره کواترنری رخ داد. دوره کواترنری شاهد انقراضهای متعدد و عمدتاً بزرگی به‌ویژه در گونه‌های بزرگ‌زیاگان بود که تعدادی از آن‌ها در هنگام گذر از دور پلیستوسن به هولوسن روی داد. با این‌حال این موج انقراض در پایان پلیستوسن متوقف نشد و طی انقراض هولوسن به‌ویژه در جزایر دورافتاده ادامه یافت. از میان فرضیه‌های ارائه‌شده توسط دیرینه‌شناسان، تغییر اقلیم و کشتار گونه‌ها توسط انسان از عوامل اصلی انقراض به‌شمار می‌رود. این انسان‌ها در پلیستوسن میانه پدیدار شده و در پلیستوسن پسین و هولوسن به مناطق مختلف مهاجرت کردند.